# 赤松氏滿
赤松氏滿（1553年—1606年）是日本戰國時代至江戶時代初期的武將。赤松氏庶流之一，赤松則村的長男範資的後代。父親氏貞因為以石野城為據點，所以改姓石野氏。

## 生平
在天文22年（1553年）出生。天正6年（1578年），在羽柴秀吉進攻三木城時（三木合戰），以別所長治部將身份，死守三木城。射殺羽柴軍的古田重則等，立下功績。在三木城被攻陷後，仕於秀吉，之後從屬於前田利家。在小田原征伐中，跟隨前田家從軍，在進攻八王子城時，得到2個首級。此外，亦數度立下戰功，得到3千餘石。在慶長11年（1606年）於加賀國死去。享年54歲。（『寬政重修諸家譜』）

## 子孫
長男氏置成為德川家康的旗本（御伽眾）。次男氏次仕於前田利常（加賀藩）。三男正直仕於德川賴宣（紀州藩）。弟弟貞重亦成為加賀藩藩士。
被當作本家的氏置，在氏滿的玄孫兼擔任遠國奉行（日光奉行）的範恭一代，於寶永年間回復赤松姓，以5千餘石的旗本身份，一直存續至幕末。一説指是成為交代寄合。
仕於紀州藩的正直的兒子則員成為石野氏照（氏置的兒子）的養子，後來建立分家並成為旗本。在享保年間的勘定奉行石野範種是則員的嫡男。則員的五男則維成為有馬則故（旗本，3千石）的養子，繼承沒有後嗣子的久留米藩有馬家。
幕末的外國奉行、書院番頭赤松範忠亦是氏滿的後代，軍艦奉行赤松範靜是範忠的兒子。